# Локомотив (футбольний клуб, Гомель)
«Локомотив» (біл. Лакаматыў) — професіональний білоруський футбольний клуб з Гомеля.

## Хронологія назв
- 2008—2011 — «Гомельзалдортранс-НОД-4»
- 2011—2017 — «Гомельзалдортранс»
- с 2017 — «Локомотив»

## Історія

### Перші роки існування
Клуб було засновано 2008 року під назвою «Гомельзалдортранс-НОД-4», того ж року він виграв чемпіонат Гомельської області з футболу. Завдяки вдалому виступу у фінальній частині турніру для переможців регіональних змагань «Гомельзалдортранс» отримав право виступати в Другій лізі чемпіонату Білорусі. З 2010 року клуб брав участь у розіграші цього турніру. За підсумками сезону 2012 року, в якому гомельці зайняли високе 4-те місце та отримали право вийти до Першої ліги, проте керівництво клубу вирішило не переходити на професіональний рівень та залишитися в статусі аматорів на наступний сезон у Другій лізі.
Залишившись у Другій лізі залізничники стали головними фаворитами сезоону 2013 року. В результаті гомельці швидко відірвалися від своїх найближчих конкурентів й за 7 турів до фінішу чемпіонату забезпечили собі на наступний сезон місце в Першій лізі. Нападник «Гомельзалдортрансу» Ілля Федоренко став найкращим бомбардиром турніру (23 голи).

### Виступи в Першій лізі
Отримавши місце в Першій лізі, залізничники довго не могли визначитися — переходити на вищий рівень або знову залишитися в Другій лізі. В результаті, отримавши деякі пільги від БФФ, «Гомельзалдортранс» у березні 2014 року остаточно підтвердив свою участь у Першій лізі.
Після вдалого початку сезону 2014 року команда почала зазнавати поразок, і наприкінці першого кола опинилася поблизу зони вильоту. Друге коло команда провела більш впевнено, і в підсумку посіла 11 місце. У сезоні 2015 року «Гомельзалдортранс» вже був «міцним» середняком Першої ліги й завершив чемпіонат на 8-му місці. У тому ж 2015 році клуб став володарем Кубка світу з футболу серед залізничників. А головний тренер Павло Кречін у тому ж 2015 році стало найстаршим граючим тренером у світі, зігравши за команду в 29 матчах і забивши 2 м'ячі.
Напередодні початку сезону 2016 року лідери команди — Євген Барсуков і Дмитро Гомза — перейшли в «Гомель». Однак, навіть незважаючи на втрату лідерів, «Гомельзалдортранс» успішно розпочав сезон, швидко закріпився у верхній частині таблиці й тривалий час претендував на вихід у Вищу лігу. Влітку декілька гравців команди перейшли в клуби Вищої ліги, однак залізничники продовжували боротьбу за третю сходинку з мінським «Променем». Через низку невдач наприкінці сезону «Гомельчигунтранс» поступився третьою сходинкою й зайняв підсумкове четверте місце, проте вже після завершення сезону, в зв'язку з анулюванням результатів ряду матчів «Променя» й присудження мінчанам в цих поєдинках технічних поразок, «Гомельзалдортранс» вийшов на третє місце.
У грудні 2016 року стало відомо, що з наступного сезону команда почне виступати під назвою «Локомотив». У сезоні 2017 «Локомотив», як і в попередньому році, знаходився серед лідерів турніру, однак у підсумку зайняв четверте місце.

### Емблеми клубу

Гісторыя эмблем «Лакаматыва»
да 2016 року
з 2017 року

## Досягнення
- Перша ліга чемпіонату Білорусі
  -  Бронзовий призер (1): 2016

- Друга ліга чемпіонату Білорусі
  -  Чемпіон (1): 2013

## Статистика виступів

### Чемпіонат і Кубок Білорусі
| Сезон | Ліга       | М  | Іг | В  | Н | П  | Голи  | Очки | Кубок       | Примітки           |
| ----- | ---------- | -- | -- | -- | - | -- | ----- | ---- | ----------- | ------------------ |
| 2010  | Друга (Д3) | 7  | 34 | 16 | 4 | 14 | 63–58 | 52   | 1/16 фіналу |                    |
| 2011  | Друга (Д3) | 6  | 30 | 14 | 9 | 7  | 49–28 | 51   | 1/16 фіналу |                    |
| 2012  | Друга (Д3) | 4  | 36 | 20 | 9 | 7  | 64–27 | 69   | 1/16 фіналу |                    |
| 2013  | Друга (Д3) | 1  | 24 | 20 | 3 | 1  | 60–17 | 63   | 1/16 фіналу | Вихід у Першу лігу |
| 2014  | Перша (Д2) | 12 | 30 | 9  | 9 | 12 | 33–38 | 36   | 1/8 фіналу  |                    |
| 2015  | Перша (Д2) | 8  | 30 | 12 | 8 | 10 | 45–39 | 44   | 1/16 фіналу |                    |
| 2016  | Перша (Д2) | 3  | 26 | 12 | 8 | 6  | 33–24 | 44   | 1/4 фіналу  |                    |
| 2017  | Перша (Д2) | 4  | 30 | 17 | 6 | 7  | 49–36 | 57   | 1/16 фіналу |                    |

## Постачальники форми й титульні спонсори
| Період     | Постачальник форми | Роки       | Титульний спонсор      |
| ---------- | ------------------ | ---------- | ---------------------- |
| 2008—2016  | Umbro              | 2008—2017  | Гомельзалдортранс      |
| 2016—2017  | Adidas             | 2016—н. ч. | Страхова компанія ТАСК |
| 2017—н. ч. | Macron             | 2016—н. ч. | Страхова компанія ТАСК |

## Відомі гравці
- Андрій Морозов

## Головні тренери клубу
| Тренер          | Період    | Трофеї         |
| --------------- | --------- | -------------- |
| Геннадій Шабуня | 2008—2013 | Друга ліга (1) |
| Павло Кречін    | 2013-н.ч. | Немає          |